# Jurgen van den Goorbergh
Jurgen van den Goorbergh (Breda, 12 de diciembre de 1969) es un expiloto de motociclismo neerlandés también conocido como el El holandés volador. Junto a su hermano Patrick corrieron durante una década en el Mundial.

## Biografía
Van den Goorbergh ganó el Campeonato nacional de 250cc en 1991. Debutó en el Campeonato del Mundo de Motociclismo en la temporada 1991 en la categoría de 250cc. En 1997 debutó en la categoría de the 500cc con una escudería privada de Honda. MuZ lo contrató para 1999 y en 2001, corrió para la escudería de Kenny Roberts-Proton. En 2002 no fue una buena experiencia para van den Goorbergh, con 21 puntos en las primeras 10 carreras pero pudo culminar su mejor actuación en una carrera cuando acabó quinto en el Gran Premio de Australia.
Desde 2003 hasta el 2005, van den Goorbergh compitió en Campeonato Mundial de Supersport. En 2006 y 2007 van den Goorbergh, se convirtió en piloto probador de Michelin así como en el Campeonato Mundial de enduroy Supermoto. También compitió en el Rally Dakar por primera vez en 2009 - acabado decimoséptimo y el mejor rookie del año. En 2010 Jurgen corrió en el Dakar otra vez, esta vez con un buggy y no lo acabó.

### Carreras por año
Sistema de puntuación de 1988 a 1992:
| Posición | 1  | 2  | 3  | 4  | 5  | 6  | 7 | 8 | 9 | 10 | 11 | 12 | 13 | 14 | 15 |
| Puntos   | 20 | 17 | 15 | 13 | 11 | 10 | 9 | 8 | 7 | 6  | 5  | 4  | 3  | 2  | 1  |

Sistema de puntuación desde 1993:
| Posición | 1  | 2  | 3  | 4  | 5  | 6  | 7 | 8 | 9 | 10 | 11 | 12 | 13 | 14 | 15 |
| Puntos   | 25 | 20 | 16 | 13 | 11 | 10 | 9 | 8 | 7 | 6  | 5  | 4  | 3  | 2  | 1  |

| Año  | Cat.    | Moto                     | 1       | 2       | 3       | 4       | 5       | 6       | 7       | 8       | 9       | 10      | 11      | 12      | 13      | 14      | 15      | 16      | 17  | Pts. | Pos. |
| ---- | ------- | ------------------------ | ------- | ------- | ------- | ------- | ------- | ------- | ------- | ------- | ------- | ------- | ------- | ------- | ------- | ------- | ------- | ------- | --- | ---- | ---- |
| 1991 | 250cc   | VD Goorbergh-Aprilia     | JAP     | AUS     | USA     | ESP     | ITA     | ALE     | AUT     | EUR     | NED     | FRA 18  | GBR     | RSM 14  | CZE 18  | LMA     | MAL     |         |     | 2    | 37.º |
| 1992 | 250cc   | VD Goorbergh-Aprilia     | JAP 20  | AUS 16  | MAL 13  | SPA 14  | ITA 14  | EUR Ret | ALE Ret | NED 10  | HUN 18  | FRA 10  | GBR Ret | BRA 17  | RSA 16  |         |         |         |     | 2    | 23.º |
| 1993 | 250cc   | VD Goorbergh-Aprilia     | AUS 17  | MAL 20  | JAP 19  | ESP 23  | AUT 20  | ALE Ret | NED 15  | EUR Ret | RSM Ret | GBR 22  | CZE 18  | ITA Ret | USA     | FIM Ret |         |         |     | 1    | 32.º |
| 1994 | 250cc   | Blumex Rheos-Honda       | AUS 16  | MAL Ret | JAP 12  | ESP 12  | AUT 9   | ALE Ret | NED 9   | ITA 16  | FRA Ret | GBR 16  | CZE Ret | USA 14  | ARG Ret | EUR 17  |         |         |     | 24   | 17.º |
| 1995 | 250cc   | Maxell Team Global-Honda | AUS 11  | MAL 11  | JAP 10  | ESP 19  | ALE 12  | ITA Ret | NED 6   | FRA 14  | GBR 7   | CZE Ret | RIO Ret | ARG 9   | EUR 14  |         |         |         |     | 50   | 12.º |
| 1996 | 250cc   | MQP Racing-Honda         | MAL 8   | IDN 12  | JAP Ret | ESP Ret | ITA 15  | FRA 12  | NED 4   | ALE Ret | GBR Ret | AUT 8   | CZE 17  | IMO 8   | CAT 14  | RIO 13  | AUS 11  |         |     | 56   | 11.º |
| 1997 | 500cc   | Millar MQP-Honda         | MAL 15  | JAP 15  | ESP 14  | ITA Ret | AUT Ret | FRA 15  | NED Ret | IMO Ret | ALE 11  | RIO 11  | GBR 13  | CZE 11  | CAT 14  | IDN Ret | AUS 12  |         |     | 29   | 19.º |
| 1998 | 500cc   | Dee Cee Jeans-Honda      | JAP Ret | MAL 8   | ESP 18  | ITA 16  | FRA 15  | MAD Ret | NED 10  | GBR 9   | ALE 8   | CZE 16  | IMO Ret | CAT 13  | AUS 11  | ARG 14  |         |         |     | 40   | 15.º |
| 1999 | 500cc   | MuZ-Weber                | MAL Ret | JAP Ret | ESP 11  | FRA Ret | ITA Ret | CAT 8   | NED 13  | GBR Ret | ALE 12  | CZE 11  | IMO 14  | VAL Ret | AUS 12  | RSA 13  | RIO Ret | ARG 10  |     | 40   | 16.º |
| 2000 | 500cc   | TSR-Honda                | RSA 10  | MAL 11  | JAP 13  | ESP 9   | FRA 13  | ITA 11  | CAT 7   | NED 9   | GBR 5   | ALE Ret | CZE 12  | POR 8   | VAL 10  | RIO 10  | PAC 15  | AUS 12  |     | 85   | 13.º |
| 2001 | 500cc   | Roberts-Proton           | JAP 11  | RSA 11  | ESP 13  | FRA 10  | ITA 12  | CAT 9   | NED 9   | GBR 12  | ALE 14  | CZE Ret | POR 7   | VAL 9   | PAC Ret | AUS 10  | MAL DNS | RIO Ret |     | 65   | 13.º |
| 2002 | MotoGP  | Kanemoto-Honda           | JAP Ret | RSA 11  | ESP 12  | FRA 15  | ITA 14  | CAT Ret | NED 10  | GBR 15  | ALE 14  | CZE Ret | POR 7   | RIO 9   | PAC 13  | MAL 13  | AUS 5   | VAL 7   |     | 60   | 13.º |
| 2005 | Moto GP | Konica Minolta-Honda     | SPA     | POR     | CHN 6   | FRA 14  | ITA     | CAT     | NED     | USA     | GBR     | GER     | CZE     | JPN     | MAL     | QAT     | AUS     | TUR     | VAL | 12   | 20.º |

| Color     | Resultado                                                               |
| --------- | ----------------------------------------------------------------------- |
| Oro       | Ganador                                                                 |
| Plata     | 2.ª plaza                                                               |
| Bronce    | 3.ª plaza                                                               |
| Verde     | Finalizó en los puntos                                                  |
| Azul      | Finalizó sin puntos                                                     |
| Azul      | NC - No clasificado                                                     |
| Violeta   | Ret - No terminó (Carrera)                                              |
| Rojo      | DNQ - No se clasificó                                                   |
| Negro     | DSQ - Descalificado                                                     |
| Blanco    | DNS - No empezó (carrera)                                               |
| Blanco    | WD - Retirado (fin de semana)                                           |
| Blanco    | C - Carrera cancelada                                                   |
| Sin color | DNP - Inscrito pero no participó                                        |
| Sin color | INJ - Lesionado                                                         |
| Sin color | EX - Excluido                                                           |
| Estado    | Resultado                                                               |
| Negrita   | Pole position                                                           |
| Cursiva   | Vuelta rápida                                                           |
| †         | Abandona, pero clasifica al completar el porcentaje requerido para ello |